# Андреевское сельское поселение (Оконешниковский район)
Андреевское се́льское поселе́ние — муниципальное образование в Оконешниковском районе Омской области Российской Федерации.
Административный центр — село Маяк.

## История
Статус и границы сельского поселения установлены Законом Омской области от 30 июля 2004 года № 548-ОЗ «О границах и статусе муниципальных образований Омской области».

## Население
| 2010 | 2011 | 2012 | 2013 | 2014 | 2015 | 2016 |
| ---- | ---- | ---- | ---- | ---- | ---- | ---- |
| 896  | ↘892 | ↘877 | ↗885 | ↘872 | ↘850 | ↘829 |
| 2017 | 2018 | 2019 | 2020 | 2021 | 2023 |      |
| ↘815 | ↘813 | →813 | ↘802 | ↘741 | ↘735 |      |

## Состав сельского поселения
| № | Населённый пункт | Тип населённого пункта       | Население |
| - | ---------------- | ---------------------------- | --------- |
| 1 | Андреевка        | деревня                      | ↘83       |
| 2 | Мариновка        | деревня                      | ↘52       |
| 3 | Маяк             | село, административный центр | ↘761      |

### Упразднённые населённые пункты
Вознесенка — деревня, упразднённая в 1989 году.